# Holborn 9100
Holborn 9100 (9100) је био професионални рачунар фирме Holborn који је почео да се производи у Холандији од 1981. године.
Користио је Z80-A као микропроцесор. RAM меморија рачунара је имала капацитет од 72 KB, прошириво до 220 KB. 
Као оперативни систем коришћен је Holborn OS или CP/M.

## Детаљни подаци
Детаљнији подаци о рачунару 9100 су дати у табели испод.
|                       |                                                                                     |
| [ 1 ]                 |                                                                                     |
| Произвођач            |                                                                                     |
| Тип                   | професионални рачунар                                                               |
| Меморија              | 72 прошириво до 220 KB                                                              |
| Поријекло             | Холандија                                                                           |
| Година                | 1981                                                                                |
| Тастатура             | тастатура са пуним помаком тастера са нумеричком тастатуром и функцијским тастерима |
| Процесор              |                                                                                     |
| Фреквенција процесора | 4 .                                                                                 |
| RAM                   | 72 прошириво до 220 KB                                                              |
| ROM                   | непознато                                                                           |
| Текст                 | непознато                                                                           |
| Графика               | непознато                                                                           |
| Боја                  | једна боја                                                                          |
| Звук                  | непознато                                                                           |
| Димензије             | зависно од примјене                                                                 |
| Портови               |                                                                                     |
| Оперативни систем     |                                                                                     |